# 蕨郵便局
蕨郵便局（わらびゆうびんきょく）
- 埼玉県蕨市にある郵便局。本稿では、こちらについて述べる。

蕨簡易郵便局（わらびかんいゆうびんきょく）
- 長崎県五島市にある簡易郵便局。局番号は76728。

蕨郵便局（わらびゆうびんきょく）は、埼玉県蕨市にある郵便局。民営化前の分類では集配普通郵便局であった。局番号は03051。

## 概要
住所：〒335-8799 埼玉県蕨市中央5-8-21

### 出張所（局外ATM）
民営化に伴い、ゆうちょ銀行さいたま支店に管理が移された。
- イトーヨーカ堂錦町店内出張所：ホリデーサービス実施
- イオン北戸田ショッピングセンター内出張所：ホリデーサービス実施

## 沿革
- 1872年8月4日（明治5年7月1日） - 蕨郵便取扱所として開設[1]。
- 1873年（明治6年）10月1日 - 蕨郵便役所となる。
- 1875年（明治8年）1月1日 - 蕨郵便局（四等）となる。
- 1885年（明治18年）6月1日 - 貯金取扱を開始。
- 1888年（明治21年）4月30日 - 廃止。
- 1893年（明治26年）12月16日 - 再設置。
- 1894年（明治27年）1月1日 - 為替・貯金取扱を開始。
- 1956年（昭和31年）11月1日 - 電話通話および和文電報受付事務取扱を開始[2]。
- 1967年（昭和42年）10月 - 局舎新築落成。
- 1998年（平成10年）9月1日 - 外国通貨の両替および旅行小切手の売買に関する業務取扱を開始。
- 2007年（平成19年）10月1日 - 民営化に伴い、併設された郵便事業蕨支店に一部業務を移管。
- 2012年（平成24年）10月1日 - 日本郵便株式会社の発足に伴い、郵便事業蕨支店を蕨郵便局に統合。
- 2023年（令和5年）10月31日 - 午後2時すぎに立てこもり事件が発生[3]。

## 取扱内容
- 郵便、印紙、ゆうパック、内容証明
- 貯金、為替、振替、振込、国際送金、外貨両替・トラベラーズチェック、国債、投資信託
- 生命保険、バイク自賠責保険、自動車保険、変額年金保険
- ゆうちょ銀行ATM
- 蕨市内および戸田市内全域（〒335-xxxx）の配達業務（当該地域の取集業務はさいたま中央郵便局が担当している。）
- 自店舗前の郵便ポストの取集業務
- ゆうゆう窓口

## 周辺
- 国道17号
- 蕨市役所
- 蕨市民会館（コンクレレホール）
- 蕨城跡
- 戸田市役所
- 戸田市文化会館
- イトーヨーカドー錦町店

## アクセス
- JR京浜東北線 蕨駅から徒歩約15分、JR埼京線 戸田駅から徒歩約20分
- ぷらっとわらび（蕨市コミュニティバス） 蕨郵便局停留所下車すぐ
- 東京外環自動車道 外環浦和ICから南へ約1km
- 駐車場あり：11台